# Compendium
Compendium refere-se aqui ao resumo intitulado Compendium novæ rationis restituendi calendarium a Gregorio XIII pontiﬁce maximo ad principes christianos et celebérrimas quasque academias missum anno Domini 1577, um documento preparado por Pedro Chacón , membro da Comissão para a Reforma do Calendário, depois da seleção de propostas de que resultou a escolha da proposta de Luís Lílio, e que é transcrita nos seus elementos fundamentais para ser analisada por todos os interessados, 
Foi enviado às Universidades, aos Príncipes e aos matemáticos cristãos no final do ano 1577, início de 1578.
Depois de recebidas muitas respostas que foram analisadas com muito cuidado, serviu de base ao texto final da Bula Inter gravissimas que o Papa Gregório XIII assinou a 24 de fevereiro de 1582 para estabelecer um novo Calendário conhecido como Calendário gregoriano.